# Dicranomyia (Zelandoglochina) myersi
Dicranomyia (Zelandoglochina) myersi is een tweevleugelige uit de familie steltmuggen (Limoniidae). De soort komt voor in het Australaziatisch gebied.